# Emre Mor
Emre Mor (* 24. července 1997 Kodaň) je turecký profesionální fotbalista dánského původu, který hraje na pozici křídelníka za turecký klub Fenerbahçe SK. V mládežnických kategoriích reprezentoval Dánsko a Turecko. Mezi lety 2016 a 2017 odehrál 15 utkání v dresu turecké reprezentace, ve kterých vstřelil 1 branku.
Má přezdívku „turecký Messi“.

## Klubová kariéra

### Borussia Dortmund
V roce 2016 posílil Mor německého fotbalového vicemistra Borussii Dortmund. S Borussií podepsal pětiletou smlouvu, německý celek za něj zaplatil dánskému Nordsjaellandu 9,5 milionu eur. Mor se však do nabitého kádru nedokázal prosadit a zasáhl pouze do dvanácti ligových duelů.

### Celta Vigo
Mor po pouhém roce opustil Borussii Dortmund. Nestěhoval se však do Interu Milán, jak se spekulovalo, nýbrž do Celty Vigo. Za nepotvrzených 13 milionů eur se přesunul do Španělska, kde se dohodl na pětileté spolupráci.

## Reprezentační kariéra

### Dánsko
Mor nastupoval za dánské mládežnické výběry U17, U18 a U19.

### Turecko
29. 3. 2016 debutoval v turecké reprezentaci do 21 let v kvalifikačním zápase na ME 2017 proti Slovensku (porážka 0:5).
V A-mužstvu Turecka debutoval 29. 5. 2016 v přátelském zápase v Antalyi proti reprezentaci Černé Hory (výhra 1:0).